# Boronia granitica
Boronia granitica är en vinruteväxtart som beskrevs av Maiden & Betche. Boronia granitica ingår i släktet Boronia och familjen vinruteväxter. Inga underarter finns listade i Catalogue of Life.